# Gert Winkler
Gert Winkler (5. September 1942 in Linz – 6. Jänner 2016) war ein in Wien lebender österreichischer Filmproduzent und -regisseur von Werbefilmen.
Zu Bekanntheit gelangte der, unter anderem auch als Kreativdirektor, Werbetexter, Konzeptionist und zwischenzeitlich auch als  Fotograf und Drehbuchautor arbeitende Winkler allerdings vor allem durch seine maßgebliche Mitarbeit bei der Entwicklung des ersten deutschsprachigen Zeitgeistmagazins WIENER. Er war seit 2012 Ehrenmitglied des Creativ Club Austria.

## Erste Filme und Fotografie
Nach einem abgebrochenen Jurastudium an der Universität Wien heuerte Winkler 1964 bei der Bremer Reederei Schlüssel an und fuhr als Maschinenreiniger auf einem Frachtschiff nach Amerika.
Zurück in Österreich, schrieb er 1969 seinen ersten Kurzfilm Wladimir Nixon (Regie: Michael Pilz) mit Lui Dimanche in der Hauptrolle und gewann damit den Drehbuchpreis der Stadt Wien. Dieser erste Erfolg brachte ihm verschiedene Aufträge als Drehbuchautor für den ORF wie 1971 Das Lied von Hofer, Regie Rainer C. Ecke oder Damenwahl, Regie: Franz Novotny im Jahr 1972.
Zeitgleich betreute Winkler als Fotograf die experimentelle Architektur von Haus-Rucker-Co und Coop Himmelb(l)au.

## Werbung
1975 bewarb sich Winkler als Fotograf  bei der Werbeagentur GGK in Wien, wurde dann aber letztendlich als Kreativdirektor eingestellt und, nach einem kurzen Gastspiel bei GGK in Düsseldorf, wo er unter anderem den Relaunch der Zigarettenmarke Ernte 23 verantwortete, mit dem Ausbau der österreichischen Dependance des Agenturnetzwerks betraut. Als erste Art Buyerin der GGK Wien bestellte er Caroline Seidler, mit der er auch Creation/Production beim Falter Verlag platzierte.

## WIENER – Zeitschrift für Zeitgeist
1979 gründete Gert Winkler gemeinsam mit Michael Satke und Günther Lebisch das erste so genannte Zeitgeist-Magazin WIENER. Doch schon nach vier Ausgaben scheiterte das Projekt und der WIENER wurde im Mai 1980 neu gegründet – diesmal mit Michael Beran und Lo Breier als Art Directors und Rudolph J. Wojta als Chefredakteur, jedoch wiederum mit Gert Winkler als kreativem Motor.

## Werbefilm
1985 gewann Winkler für die GGK Wien mit seinem Werbespot für Austria Tabak MEN (Regie: Franz Novotny) Österreichs ersten und bislang einzigen Löwen in der Kategorie „Werbefilm“ beim International Advertising Festival in Cannes.
Nach seiner erfolgreichen Kampagne für den SPÖ Kanzlerkandidaten Franz Vranitzky zur Nationalratswahl beendete er ein Jahr später seine Werbekarriere, um gemeinsam mit Ernst Mican die Tale Filmproduktion (benannt nach dem Besitzer des Szenelokals Salzamt) zu gründen. Seit 1986 war Gert Winkler als Werbefilmregisseur und Produzent tätig.